# Mario Canonge
Pour les articles homonymes, voir Canonge.
Mario Canonge, né en septembre 1960 à Fort-de-France en Martinique est un pianiste virtuose français.

## Biographie
Ayant commencé le piano à 14 ans et demi en Martinique, il accompagne notamment la chorale de l’église du François,. Puis il rejoint Paris pour une tournée avec Al Lirvat, il commence alors à se produire à partir des années 80, et à s’illustrer dans de nombreux styles  tels que le jazz, la salsa, le zouk ou d’autres musiques des Antilles, dans des groupes comme La Manigua ou Falfret,.
En 1983, il co-fonde le groupe « Ultramarine » avec Nguyên Lê, groupe de jazz fusion français qui connaîtra le succès, et dans lequel jouent notamment Mokhtar Samba et Étienne Mbappé. Cette formation qui le fera connaître remporte dès la première année le concours de La Défense Jazz Festival, deviendra une référence dans le domaine du jazz fusion en France.
Dans les années 90, il participe au projet Sakiyo avec notamment Tony Chasseur et son vieux complice Ralph Thamar, et commence les albums en son nom à partir de 1991.
De 2002 à 2006, il fait partie de « Sakesho », groupe de jazz caribéen, aux côtés de Michel Alibo, Jean-Philippe Fanfant et Andy Narell.
Il continue parallèlement de nombreux projets en son nom, collabore avec le contrebassiste Michel Zenino, avec qui il a une résidence au club parisien « Le Baiser Salé » presque chaque mercredi depuis 2006,,, un duo considéré comme une « institution du jazz parisien ». 
Sorti en 2019, son album Zouk Out est bien accueilli. 
Il multiplie les collaborations, tant dans le domaine du jazz, comme avec le projet Quint’Up que pour accompagner des chanteurs, comme Viviane Ginapé, Olivier Jean-Alphonse ou Annick Tangora.
En 2020, Mario Canonge et Erik Pédurand s'associent le temps d'un album Kapital, mélant les deux cultures Gwoka et Bèlè. L'album est un pamphlet, une satire, qui évoque le capital et l’argent aux Antilles.
Ses concerts sont régulièrement captés par les médias.
Mario Canonge revient avec un nouveau projet, intitulé « Mario Canonge Trio » avec la sortie d’un album à partir du 19 mai 2023. Quelques mois après la sortie du deuxième volume de son Quint’Up, l'artiste présente son nouveau trio dans lequel il est accompagné du bassiste Michel Alibo et du batteur guadeloupéen Arnaud Dolmen.
Lorsqu'il publie deux albums en 2023, Canonge est qualifié d'« artiste le plus prolifique du Jazz » en France.

## Discographie[17]
- 1985  - Programme Jungle (Ultramarine)
- 1989  - Dé (Ultramarine)
- 1989  - Sakiyo (Sakiyo)
- 1990 - Kannaval (Sakiyo)
- 1991 - É si mala (Ultramarine)
- 1991 - Retour aux sources

- 1993 - Trait d'union
- 1994 - Hommage à Marius Cultier
- 1995  - Arômes Caraïbes
- 1997  - Chawa
- 1999  - Punch en musique

- 2001  - Les plus belles chansons de Noël
- 2001  - Carte Blanche
- 2004  - Rhizome
- 2008  - Punch en musique Vol. 2
- 2009  - Rhizome Tour

- 2011  - Mitan
- 2018  - Zouk Out
- 2018  - Quint’Up
- 2020  - Kapital (avec Érik Pédurand)
- 2023  - Quint’Up II
- 2023  - Mario Canonge Trio

### Filmographie
- Mario Canonge, une vie de musique, de Zycopolis Productions (prod.) et de Mariette  Monpierre (réal.), documentaire, 52 min [présentation en ligne] : écrit par Mariette Monpierre et  Éric Basset, participation de France Télévisions et Martinique La Première